# Schwende
Schwende é uma comuna da Suíça, no Cantão Appenzell Interior. Em 2017 possuía 2.202 habitantes. Estende-se por uma área de 57,5 km², de densidade populacional de 38,3 hab/km². Confina com as seguintes comunas: Appenzello (Appenzell), Gonten, Hundwil (AR), Rüte, Wildhaus (SG). 
A língua oficial nesta comuna é o Alemão.